# (35943) 1999 KP2
1999 KP2 (asteroide 35943) é um asteroide da cintura principal. Possui uma excentricidade de 0.05112630 e uma inclinação de 5.20798º.
Este asteroide foi descoberto no dia 16 de maio de 1999 por Spacewatch em Kitt Peak.